# Virovitica
Virovitica (Hongaars: Verőce; Duits: Wirowititz; Italiaans: Virovitica; Latijn: Viroviticza of Verucia) is een Kroatische stad nabij de Kroatisch-Hongaarse grens. De stad ligt vlak bij de Drau en behoort tot het historische gebied Slavonië. Bij de Kroatische volkstelling van 2001 woonden er 15.589 mensen en 22618 mensen in de gehele gemeente. Het is ook de hoofdstad van de provincie Virovitica-Podravina.

## Partnersteden
- Barcs (Hongarije)
- Traunreut (Duitsland)
- Vyškov (Tsjechië)

## Geboren
- Antun Dunković (7 juni 1981), voetballer